# IC 5128
IC 5128 est une galaxie lenticulaire située dans la constellation de la Grue. Sa vitesse par rapport au fond diffus cosmologique est de 4 504 ± 38 km/s, ce qui correspond à une distance de Hubble de 66,4 ± 4,7 Mpc (∼217 millions d'al). Cette galaxie a été découverte par l'astronome américain Lewis Swift en 1897.
IC 5128 renferme également des régions d'hydrogène ionisé. Selon la base de données Simbad, IC 5128 est une galaxie active de type Seyfert 2.	

## Groupe d'IC 5105
Selon A. M. Garcia, IC 5128 fait partie du groupe d'IC 5105. Ce groupe de galaxies renferme au moins 19 membres. Les autres galaxies du groupe sont NGC 7057, NGC 7060, NGC 7072, NGC 7075, NGC 7087, NGC 7110, NGC 7130, IC 5105, IC 5105A, IC 5139, et huit galaxies du catalogue ESO.